# Reprezentacja Wietnamu w piłce nożnej mężczyzn

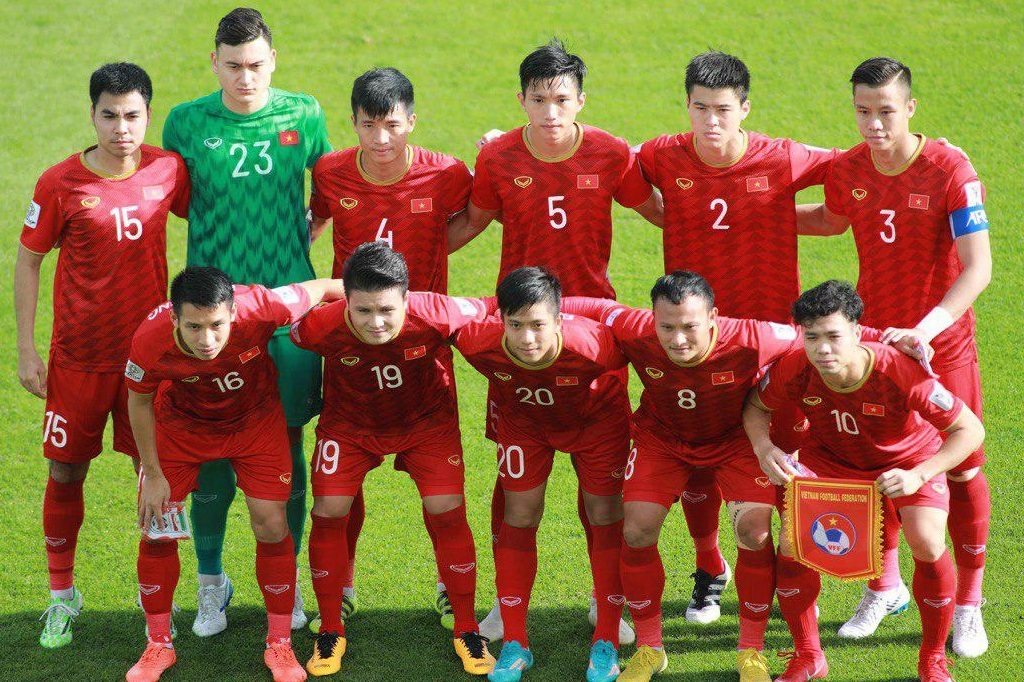
Drużyna Wietnamu na Puchar Azji w Piłce Nożnej 2019

Reprezentacja Wietnamu w piłce nożnej – zespół piłkarski reprezentujący Wietnam w meczach i turniejach międzynarodowych.

## Historia
W latach 1945–1976, w czasie podziału państwa wietnamskiego na Demokratyczną Republikę Wietnamu i Wietnam Południowy, istniały dwie wietnamskie reprezentacje. Reprezentacja DR Wietnamu grała rzadko, najczęściej z drużynami z innych państw socjalistycznych, głównie z KRLD i Chinami. Ostatni raz wystąpiła w 1966 roku. Reprezentacja Wietnamu Południowego była znacznie aktywniejsza na futbolowej arenie międzynarodowej. Dwukrotnie – w 1956 i 1960 roku – brała udział w finałach rozgrywek o Puchar Azji. W obu turniejach zajęła czwarte miejsce.
Wietnam Południowy brał też udział w eliminacjach do mistrzostw świata w roku 1974. Jednak przegrał wszystkie mecze w swojej grupie (0:1 z Hongkongiem i 0:4 z Japonią).
Po zjednoczeniu i proklamowaniu w lipcu 1976 roku Socjalistycznej Republiki Wietnamu drużyna narodowa nie zagrała ani razu przez piętnaście lat. Dopiero w listopadzie 1991 meczem z Filipinami Wietnam powrócił do rodziny piłkarskich drużyn narodowych.
Od tego czasu ani razu nie udało mu się awansować ani do finałów mistrzostw świata, ani rozgrywek o Puchar Azji. W tej drugiej imprezie zadebiutowała w 2007 roku jako jeden z czterech gospodarzy turnieju. 
Od 2005 do 2007 roku trenerem Wietnamu był po raz trzeci w karierze Alfred Riedl, były selekcjoner reprezentacji Austrii.
W 2007 reprezentacja Wietnamu odniosła swój największy sukces w historii dochodząc do ćwierćfinału Pucharu Azji.
Obecnym selekcjonerem kadry Wietnamu jest Park Hang-seo.

## Udział wMistrzostwach Świata
- 1930 – 1954 – Nie brał udziału (był kolonią francuską)
- 1958 – 1970 – Nie brał udziału (jako Wietnam Północny)
- 1974 – Nie zakwalifikował się (jako Wietnam Północny)
- 1978 – 1990 – Nie brał udziału
- 1994 – 2022 – Nie zakwalifikował się

## Udział wPucharze Azji
- 1956 – 1976 – Nie brał udziału (jako Wietnam Północny)
- 1980 – 1992 – Nie brał udziału
- 1996 – 2004 – Nie zakwalifikował się
- 2007 – Ćwierćfinał
- 2011 – 2015 – Nie zakwalifikował się
- 2019 – Ćwierćfinał
- 2023 – Faza grupowa